# Only Human (At Vance)
Only Human è il quarto album in studio della band power metal tedesca At Vance.
Dopo tre dischi sotto Shark Records la band firma per AFM Records e si affida a Sasha Paeth per missaggio e mastering, eseguiti presso gli Havensgate Studio di Wolfsburg.

## Tracce

### Edizione standard
Testi e musiche di Olaf Lenk eccetto quando diversamente indicato.
1. The Time Has Come – 3:53 (Oliver Hartmann)
2. Only Human – 5:12
3. Take My Pain – 4:18
4. Fly To The Rainbow – 6:08
5. Hold Your Fire – 5:47
6. Four Seasons - Spring (strumentale) – 3:04 (musica: Antonio Vivaldi)
7. Take Me Away – 4:47
8. Time – 5:47
9. Solfeggietto (strumentale) – 0:59 (musica: Carl Philipp Emanuel Bach)
10. Sing This Song – 7:06
11. Witches Dance – 5:38
12. Wings To Fly – 6:36
13. I Surrender (cover dai Rainbow, dall'album Difficult to Cure del 1981) – 4:23 (Russ Ballard)

### Tracce bonus
1. Heroes Of Honor – 4:07

## Formazione

### Gruppo
- Oliver Hartmann – voce
- Olaf Lenk – chitarra
- Rainald König – chitarra
- Jochen Schnur – basso
- Ulli Müller – tastiere
- Jürgen Lucas – batteria

### Produzione
- Olaf Lenk – produzione
- Sascha Paeth – missaggio
- Michael Ückel – fotografia
- Luis Royo – artwork
- Holger Kresslein – design
- Silvia Loos – design